# Валериан II
Публий Лициний Корнелий Валериан Млади (Publius Licinius Cornelius Valerianus), познат като Валериан II е по-големият син на римския император Галиен и Августа Корнелия Салонина, получил титлата Цезар през есента 256 г., когато баща му и дядо му Валериан I се възкачили на престола.
Галиен му дава офицера Инген за възпитател. Валериан и Галиен поемат в Рим на 1 януари 257 г. консулската си служба, а новият Цезар получава задачата да пази границата на Дунав в Долна Панония и Долна Мизия.
Починал вероятно от болест във военен лагер през 258 г.
След смъртта му е издигнат като дивус.
След убиството на Галиен (268 г.) той попада за известно време като баща си и майка си в damnatio memoriae.